# Ogle megye
Ogle megye az Amerikai Egyesült Államokban, azon belül Illinois államban található. Megyeszékhelye Oregon, legnagyobb városa Rochelle. Lakosainak száma 51 788 fő (2020. április 1.). Ogle megye Winnebago, Lee, Boone, Stephenson, DeKalb, Carroll és Whiteside megyékkel határos.

## Népesség
A megye népességének változása:
| Lakosok száma | 53 450 | 53 153 | 52 850 | 52 385 | 51 659 | 51 788 |
|               | 2010   | 2011   | 2012   | 2013   | 2015   | 2020   |